# Mauren
Als Mauren (portugiesisch mouros bzw. spanisch moros) werden all jene in Nordafrika – teilweise als Nomaden – lebenden Berberstämme bezeichnet, die seit Jahrhunderten in Nordafrika leben. Zur Zeit der römischen Herrschaft in Nordafrika lebten sie zum Teil außerhalb der römischen Provinz. Später drang der Islam durch verschiedene Bewegungen und Truppen in dieses Gebiet ein. Die Islamisierung war ein komplexer Prozess und dauerte zum Teil bis ins 13. Jahrhundert. Der erste muslimische Kämpfer, der auf das europäische Festland übersetzte, war der Berber Tarik Ibn Ziyad (arabisch طارق ابن زياد ‚Ṭāriq Ibn Ziyād‘). Der Fels „Gibraltar“ (von arabisch جبل الطارق, DMG Ǧabal aṭ-Ṭāriq ‚Berg des Ṭāriq‘) ist nach ihm benannt.
Ein kleiner Teil der Kämpfer, die mit dem Gouverneur Moussa ibn Nussayr kamen, bestand aus Arabern, doch der größere Teil aus Berbern, die im Gebiet der heutigen Maghreb-Staaten Tunesien, Algerien und Marokko beheimatet waren.

## Bezeichnung
Die Etymologie des Begriffs Mauren leitet sich aus der Berbersprache ab. Die Begriffe „Amur“ und „Tamurt“ bedeuten in berberischer Sprache „Das Land und die Heimat“. Der Name der römisch-berberischen Provinz „Mauretanien“ sowie der Name der Stadt „Marrakech“ (Übersetzung: Amur n akech = Das Land Gottes. Akuch, Akech = Gott in berberischer Sprache) gehen auch auf diesen Begriff zurück. Die alte Herleitung von griechisch mauros „dunkel“ bezieht sich auf die Hautfarbe der Mauren, denn einige Mauren hatten eine etwas dunklere Haut. Bei einigen antiken Historikern fand man die Bezeichnungen für das Gebiet als „Maurusien“. Die Mauren waren ihrerseits Namensgeber für das antike Reich Mauretanien, die römischen Provinzen Mauretania Caesariensis und Mauretania Tingitana sowie für den modernen Staat Mauretanien.
Im späteren Mittelalter, insbesondere seit der Zeit der Kreuzzüge, nannte man die Mauren auch „Sarazenen“.
Die Bezeichnung „Mohr“ ist im Althochdeutschen des 8. Jahrhunderts in der Form mōr belegt, im Mittelhochdeutschen als mōr oder mōre. Es bezeichnete zunächst einen Mauren, also einen „Bewohner Mauretaniens (Marokkos), Äthiopiens“, dann auch einen Menschen mit dunkler Hautfarbe, und ist eine Entlehnung aus lateinisch Maurus, „Bewohner der nordafrikanischen Provinz Mauretanien, Maure, Nordwestafrikaner“.

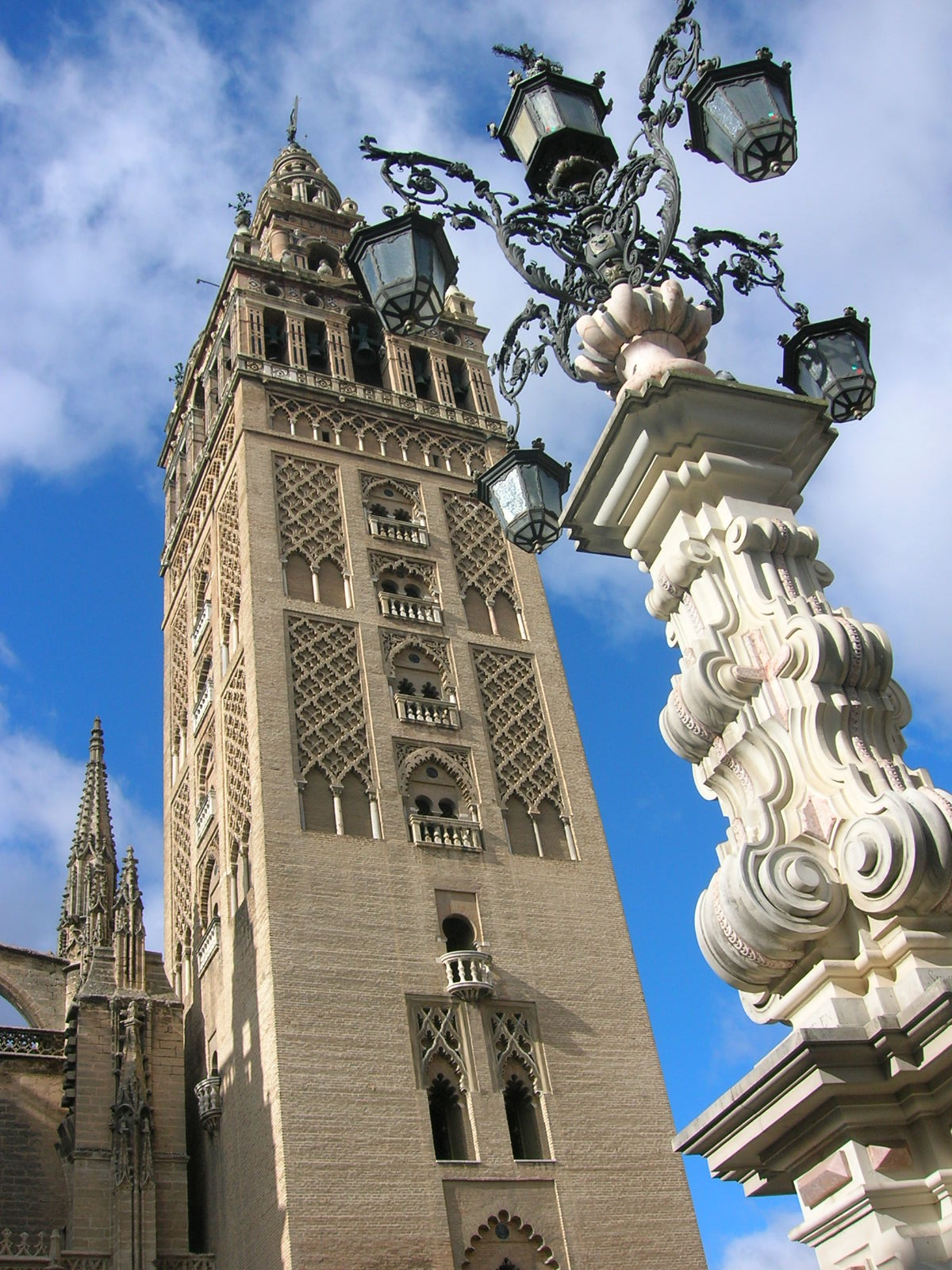
Giralda von Sevilla (um 1195)

## Geschichte

### Nordafrika und al-Andalus
Im Altertum bewohnten zahlreiche Berberstämme den Norden Afrikas von der Atlantikküste bis zur Westgrenze des Pharaonenreiches, die Kanarischen Inseln und den Süden der iberischen Halbinsel. Die in Stämmen lebenden Berber stellten keine politische Einheit dar. Der hellenistische Einfluss, teils durch Griechen und Punier, führte im Westen Nordafrikas zur Herausbildung von neuen Herrschaften, die schließlich von Fürstentümern zu römischen Klientelkönigreichen aufstiegen, so in Mauretanien und Numidien. Nach der Schlacht bei Thapsus 46 v. Chr. ging Numidien in die Provinz Africa auf. Die römische Provinz stellte in der Kaiserzeit Soldaten für die Auxiliartruppen, zumeist als leichte Kavalleristen. Das Pferd war das bevorzugte Reittier in Nordafrika und es bestand lange vor der römischen Eroberung ein reger Pferdehandel mit Sizilien und Sardinien.

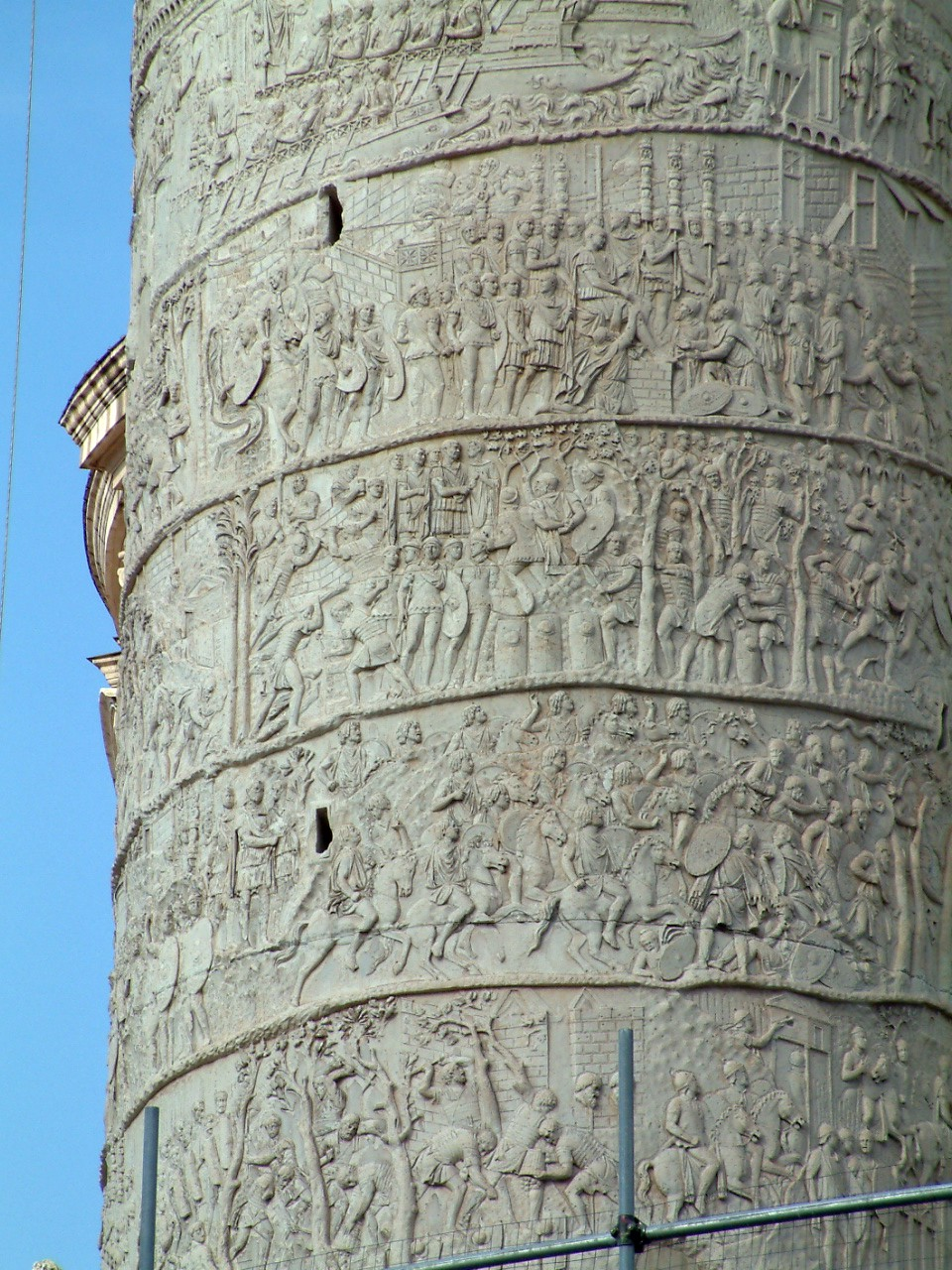
Trajansäule: Darstellung römischer Auxiliarreiter aus Mauretania unter Lusius Quietus bei der Verfolgung dakerischer Fußsoldaten.

Die Römer wehrten im Westen des Reiches am Limes Mauretania die plündernden Marusier ab. Als in der Spätantike das weströmische Reich zerfiel, bildeten sich im 5. Jahrhundert mindestens sieben kleine maurische Kleinkönigreiche (regna). Die 429 n. Chr. eingefallenen Vandalen hatten ebenfalls ein eigenes Königreich errichtet, konnten jedoch die Berberfürsten im Atlas nicht kontrollieren. Die römischen Traditionen wurden weiter aufrechterhalten, so bezeichnete sich der christliche Berber Masties als Imperator seines im Osten des heutigen Algerien liegenden Gebietes. Das Exarchat von Karthago musste sich gleichzeitig gegen ihre Herrschaftsansprüche wehren.
Im späten 7. Jahrhundert gelang es den muslimischen Arabern, die animistischen, jüdischen und mehrheitlich christlichen Berberstämme gegen den hartnäckigen Widerstand einiger Stämme zu einigen. Behilflich war ihnen wie einst bei der vandalischen Eroberung die Verbreitung endzeitlicher (Donatismus) und arianischer Vorstellungen im Westen Nordafrikas.
Im Jahr 711 drangen Mauren und Araber in das christliche Reich der Westgoten ein. Unter ihrem Anführer Tāriq ibn Ziyād brachten sie den größten Teil der Iberischen Halbinsel in einem achtjährigen Feldzug unter islamische Herrschaft. Die herrschenden Westgoten waren durch innere Konflikte geschwächt und hatten dem Ansturm der Mauren nicht viel entgegenzusetzen. Womöglich boten auch die unter den Westgoten teilweise unterdrückten Sepharden den einrückenden Mauren ihre Unterstützung an.
Beim Versuch, auch Gebiete nördlich der Pyrenäen zu erobern, wurden die Mauren allerdings vom fränkischen Hausmeier Karl Martell in der Schlacht von Tours und Poitiers (732) zurückgeschlagen. Bis zum Jahr 759 war die vollständige Vertreibung der Mauren nördlich der Pyrenäen mit der Eroberung der Küstenlandschaft Septimanien durch Pippin den Jüngeren vollzogen. Dennoch konnten die Mauren bis ins 10. Jahrhundert hinein in Südfrankreich operieren.

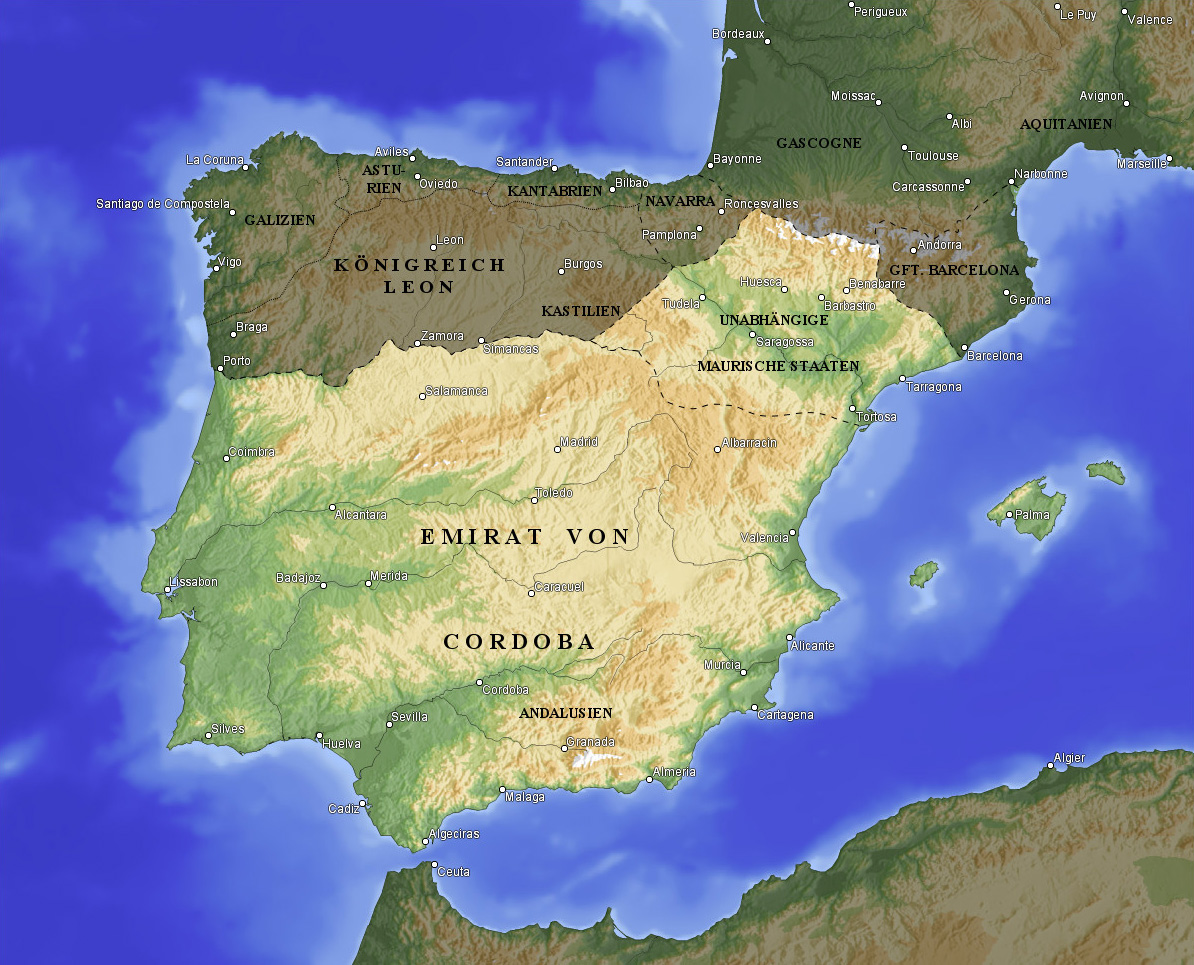
Das islamische al-Andalus (um 910)

Die Mauren herrschten mehrere Jahrhunderte lang über weite Teile der Iberischen Halbinsel und Nordafrikas. Im Jahr 750 wurde das Maurenreich durch einen Bürgerkrieg erschüttert. Das Land zerbrach in der Folge in zahlreiche islamische Lehen unter dem Kalifat von Córdoba. Im Rahmen der Reconquista dehnten die christlichen Reiche ihre Macht im Norden und Westen allmählich wieder über die ganze Iberische Halbinsel aus. Es entstanden die christlichen Königreiche Asturien, Galicien, León, Navarra, Aragón, Katalonien und Kastilien, später aus diesen Spanien und Portugal.
Die frühe Periode der arabisch-maurischen Herrschaft ist bekannt für die gegenseitige Toleranz und Akzeptanz, die Christen, Juden und Muslime einander entgegenbrachten. Im Jahr 1031 brach jedoch das Kalifat von Córdoba zusammen, und es bildeten sich die Taifa-Königreiche, die bald unter die Herrschaft nordafrikanischer Mauren kamen. In einem dieser Kleinreiche, dem schon 1019 gegründeten der Ziriden von Granada, kam es 1066 zum ersten Judenpogrom Europas. Mit der Zeit konzentrierte sich die Macht in den Händen der Berber-Dynastien der Almoraviden (ca. 1050–1147), Almohaden (1147–1269) und Meriniden (1269–1465).

### Reconquista
Am 16. Juli 1212 vertrieb ein Bund christlicher Könige unter Führung Alfons VIII. von Kastilien in der Batalla de Las Navas de Tolosa die Muslime aus Zentralspanien. Dennoch gedieh das maurische Emirat von Granada unter den Nasriden weitere drei Jahrhunderte. Dieses Königreich wurde später für architektonisch-ästhetische Meisterleistungen wie die Alhambra gerühmt. Am 2. Januar 1492 wurde Boabdil, der Führer der letzten muslimischen Hochburg Granada, von den Truppen des vereinigten christlichen Spaniens besiegt. Die verbliebenen Muslime und alle spanischen Juden (Sephardim) mussten nach Erlass des Alhambra-Edikts Spanien verlassen oder zum Christentum konvertieren. Nachkommen der konvertierten Muslime wurden Moriscos genannt. Sie bildeten z. B. in Aragón, Valencia und Andalusien einen wichtigen Anteil der bäuerlichen Bevölkerung, bis sie der Herzog von Lerma in den Jahren 1609–1615 endgültig vertrieb. Die meisten wanderten nach Nordafrika aus; einige ließen sich auch im Osmanischen Reich nieder.
Wieder andere zogen als Fahrendes Volk (Zigeuner, Musikanten, Akrobaten, Moriskentänzer etc.) durch Europa.

## Maurische Kunst

### Definition
Unter maurischer Kunst wird gemeinhin die Kunst des islamischen Westens (Andalusien, Maghreb) und vor allem Marokkos verstanden. Streng genommen ist jedoch jene der Frühphase, darunter die Moschee von Córdoba, noch der Tradition des islamischen Ostens (Damaskus) zuzurechnen. Stand die islamische Kunst im islamischen Orient in ihrer Anfangszeit noch in hohem Maße unter antik-römischem bzw. byzantinischem Einfluss, so bildete sich im muslimischen Westen (Maghreb) und genauer in Fez und Marrakesch seit der Machtübernahme der marokkanisch-berberischen Dynastien der Almoraviden und Almohaden im 11. und 12. Jahrhundert ein Kunststil heraus, der als spezifisch maurisch bezeichnet wird. Die Kunsthandwerker schufen mit Materialien und Dekormotiven aus der eigenen Tradition eine Kunst, die sie nach Andalusien brachten. Die Handwerker, die diese Kunst beherrschten, kamen aus Marokko. Die Restaurierung andalusischer Bauwerke wird noch heute oft von Handwerkern aus der marokkanischen Stadt Fez durchgeführt.

### Architektur

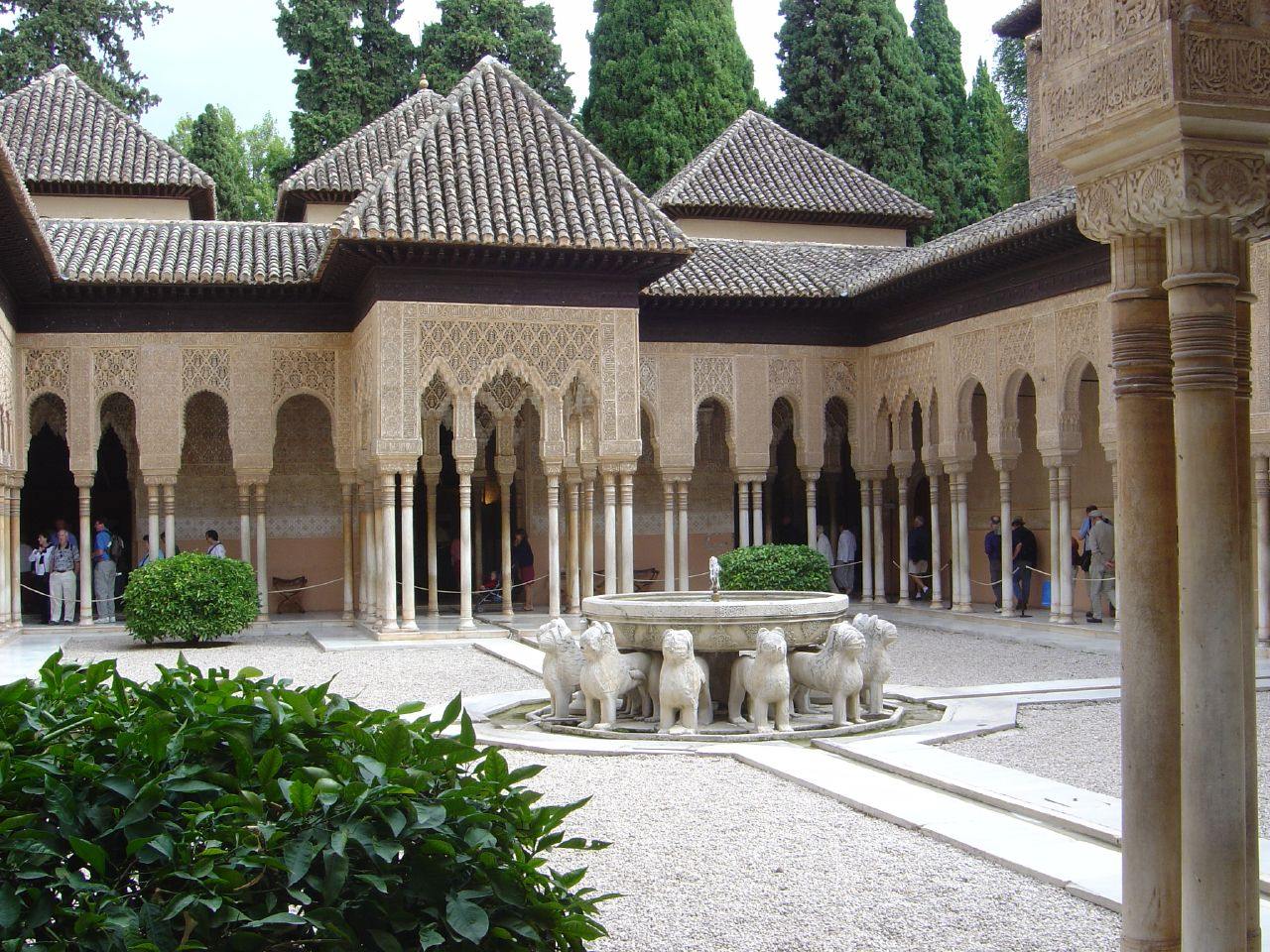
Löwenhof mit Löwenbrunnen in der Alhambra von Granada

In der Architektur wird dies besonders deutlich: Säulen, Kuppeln, Innenhöfe etc. stammen vornehmlich aus der antiken Baukunst, die die Mauren (Berber) im Zuge ihrer Eroberungs- und Beutezüge kennenlernten und adaptierten. Auch die meisten – oft zu Endlos-Mustern vereinten – Dekorelemente (Flechtbänder, Rauten, Sechsecke, Sterne etc.) waren in der spätantiken Mosaikkunst bereits vorgebildet, wurden aber von den Kunsthandwerkern der islamischen Welt, speziell des Maghreb, zu wahren Meisterwerken weiterentwickelt (siehe auch: Sebka).

### Materialien
Typische Materialien der maurischen Architektur sind Ziegelsteine für die tragende Struktur, Kachelmosaike, Stuck und Zedernholz als Verblendungen und grünglasierte Dachziegel (anfangs nur für Moscheen, später auch für Mausoleen und Paläste). Auch die Lehmbauweise der Berber hat dabei eine Rolle gespielt. Behauene Natursteine wurden nur bei Säulen und Kapitellen verwendet.

### Sonstige
In der Keramik- und Schmuckkunst sowie in der Teppich- bzw. Stoffweberei verwendete man oft ähnliche Motive wie in der Architektur. Ursprünglich hatten diese – über ihren rein dekorativen Zweck hinaus – auch unheilabwehrende (apotropäische) Funktionen.